# Bernal, Argentina

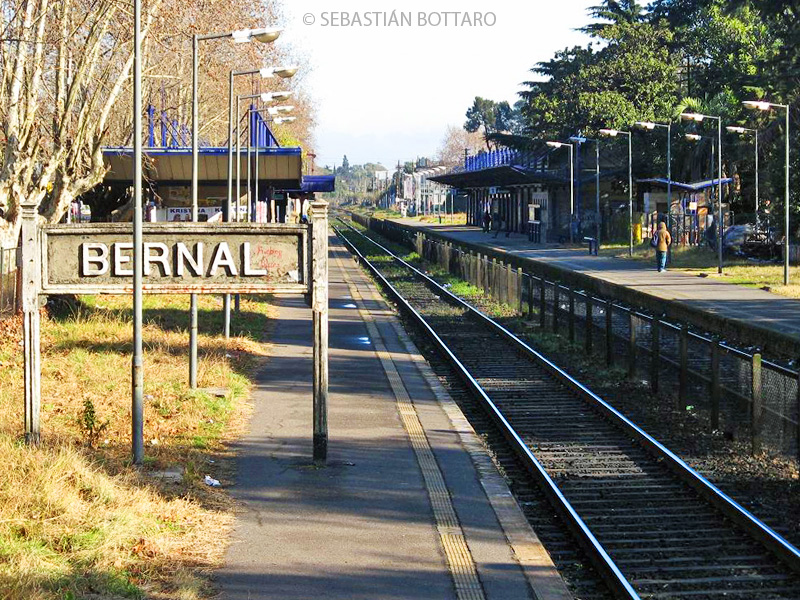
Bernals järnvägsstation.

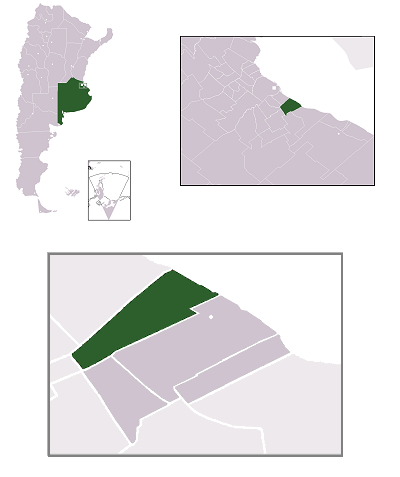
Bernals läge i Argentina.

Bernal är ett område i staden Quilmes i provinsen Buenos Aires, cirka 1,5 mil söder om Buenos Aires. I Bernal, som sträcker sig en halv mil österut från Río de la Platas kust, bor det cirka 100 000 personer. Området korsas av två stora motorvägar till Atlantkusten och staden La Plata och har pendeltågsstation, en liten gågata med ett förhållandevis livlig handel samt två stora katolska skolor, Don Bosco och Maria Auxiliadora, för pojkar respektive flickor.
Bernal betraktades förr som ett välmående område men har med tiden, i likhet med de flesta orter söder om huvudstaden Buenos Aires, drabbats hårt av den ekonomiska krisen. Utflyttning av företag och många bemedlade invånare har orsakat ett visst förfall, en ökning av prekära bosättningar samt ökad kriminalitet.